# 藤井尚治
藤井 尚治（ふじい なおはる、1921年 - 1997年）は、日本の医学者。医師。法学博士。

## 略歴
1921年に東京で生まれる。1942年東京大学医学部卒業後、同精神科に入局するものの翌年軍医として応召。1947年に復員。ハンス・セリエ博士のストレス理論に共鳴し、杉靖三郎らとストレス研究に従事する。1955年銀座内科診療所を開設し院長就任。1963年篆刻家河野晶苑と結婚。1971年財団法人東京ストレス研究会理事長となる。

## 著作
- 生命と経験ーストレス学説に関する20章（1971年　東明社）
- 医者とコンピューターー人間社会に及ぼす影響（1971年　東明社）
- 健康の医学小事典-病気の医学から健康の医学へ（1978年　績文社）
- 世界医学年表（1980年　科学新聞社出版局）
- 脱魂のすすめーノイローゼとのつきあい（1983年　東明社）
- 間脳幻想ー人類の新時代をひらくキーワード（共著　1988年　東興書院）
- 現代社会とストレス（共著　1988年　法政大学出版局）
- アナログという生き方（1996年　竹村出版）